# 南の島のラブソング
『南の島のラブソング』（みなみのしまのラブソング、原題：Lava）は、アメリカ合衆国のコンピュータアニメーション3D映画。2014年8月22日に第15回広島国際アニメーションフェスティバルで公開された。一般公開は、アメリカ合衆国では2015年6月19日、日本では2015年7月18日で、同時上映は『インサイド・ヘッド』。

## ストーリー
一人ぼっちの火山ウクは仲間を求めて歌い続けていた。
しかし、長い年月が経過すると共に彼は小さくなり、歌うことが出来なくなってしまう。そんな中、以前からウクの歌を海中で聴いていた火山のレレは、彼に会いたい想いから海面に上がる事に成功。だが、ウクはレレに自分の存在に気づいてもらえなかったショックから、海中に沈んでしまう。その時、レレが歌ったことで、ウクも海面に上がる事が出来た。
その後、2人は1つの島になり、共に歌うのだった。

## キャスト（声の出演）
| 役名 | 声優名                 | 声優名           | 声優名 |
| 役名 | 原語版                 | 日本語吹き替え版 |        |
| ---- | ---------------------- | ---------------- | ------ |
| ウク | クアナ・トレス・カヘレ | 風雅なおと       |        |
| レレ | ナプア・グレイグ       | 柿沼寿枝         |        |